# Каршин
Каршин (пол. Karszyn, нім. Karschin) — село в Польщі, у гміні Карґова Зеленогурського повіту Любуського воєводства.
Населення — 299 осіб (2011).
У 1975-1998 роках село належало до Зеленогурського воєводства.

## Демографія
Демографічна структура станом на 31 березня 2011 року:
|          | Загалом | Допрацездатний вік | Працездатний вік | Постпрацездатний вік |
| -------- | ------- | ------------------ | ---------------- | -------------------- |
| Чоловіки | 158     | 32                 | 112              | 14                   |
| Жінки    | 141     | 36                 | 77               | 28                   |
| Разом    | 299     | 68                 | 189              | 42                   |